# Nhân viên pha cà phê

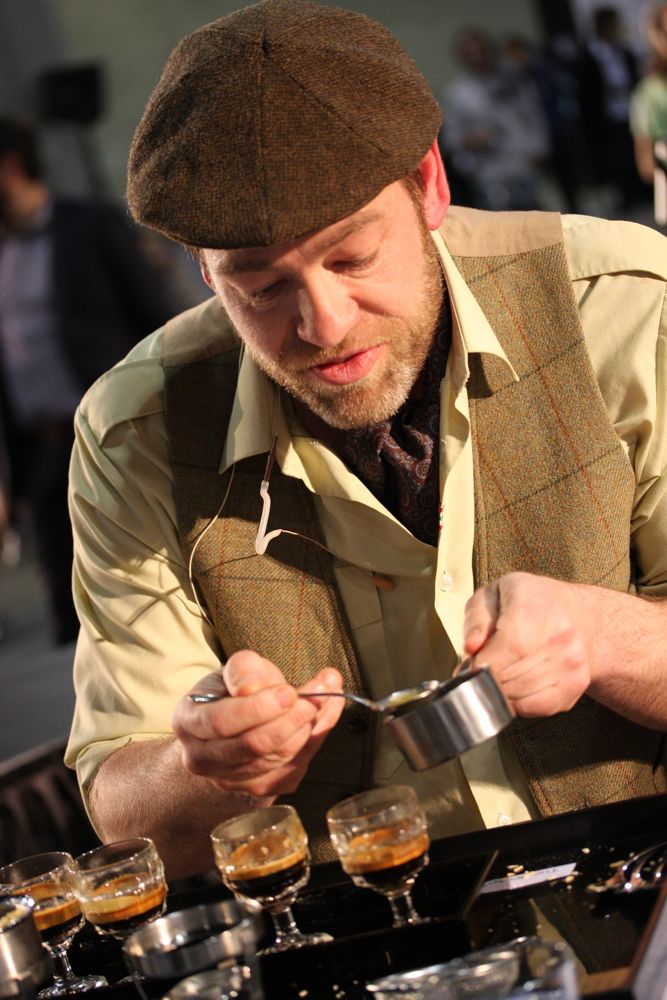
Một nhân viên pha cà phê

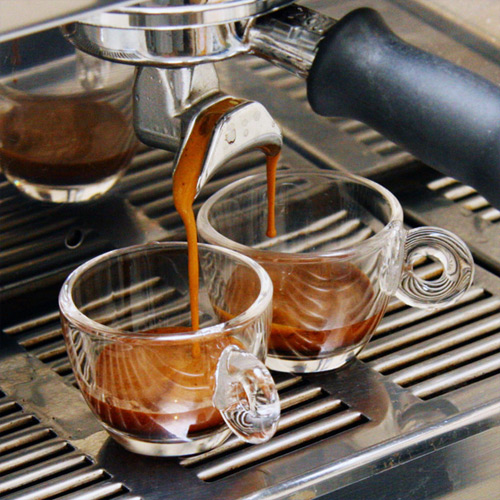
Thành phẩm cà phê được pha chế công phu

Nhân viên pha chế cà phê là một nhân viên phục vụ trong các quán cà phê đảm nhận công việc chuẩn bị, pha chế cà phê và phục vụ đồ uống cà phê (đặc biệt là cà phê espresso). Nhân viên pha chế cà phê cũng có thể kiêm luôn việc bán cà phê. Trong tiếng Ý, người pha chế cà phê và các loại nước khác có liên quan đến cà phê được gọi là barista.

## Đặc điểm
Nhân viên pha cà phê là một loại hình đặc thù của nhân viên pha chế, chuyên về mảng pha cà phê. Để phục vụ tối đa khách hàng thì nhiều quán cà phê (ở phương Tây) thường chuyên nghiệp hóa công việc trong từng khâu, đội ngũ nhân viên pha chế của họ chuyên nghiệp và được đào tạo nghề pha cà phê và có thể gọi đó là những thợ pha cà phê. Pha cà phê nghệ thuật là cũng là nội dung được đào tạo của một thợ pha cà phê và sữa, các khâu khác như việc lường, đếm trong việc xay các hạt cà phê, liều lượng (số lượng cà phê được sử dụng trong phin), nén (ép xuống pha cà phê trong phin pha), và các công việc chuẩn bị thường xuyên khác trước khi phục vụ cho thực khách một tách cà phê chất lượng. Công việc của một barista là chịu trách nhiệm chính trong quầy pha chế, đặc biệt là điều chỉnh các máy xay, máy pha cà phê sao cho các thông số của máy phải đạt chuẩn, các kỹ thuật như xay, nén cà phê, đánh sữa, tạo hình phải chính xác để cho ra các thức uống đảm bảo yêu cầu cả về chất lượng và hình thức. 
Để trở thành một barista chuyên nghiệp, ngoài việc phải nắm vững cách sử dụng máy pha, thuộc lòng các công thức pha chế thì còn cần sự cẩn thận và đôi bàn tay khéo léo. Chẳng hạn như khi đánh bọt sữa cho cappucino thì bông hơn, bọt sữa của latte thì mịn hơn để dễ tạo hình. Công đoạn đấy rất cần sự tập trung và tỉ mỉ. Hay khi pha một cốc espresso, tắt máy sớm hay muộn cũng sẽ ảnh hưởng đến hương vị của sản phẩm, với những cốc Latte Art có lớp bọt với lớp cà phê tạo thành hình trái tim, hình cái lá… Để làm được một cốc cà phê, các barista vừa phải nhanh tay, nhanh mắt, vừa phải bình tĩnh. Ở Việt Nam, khi mà các món đá xay (ice blended), espresso, latte, cappucino… dần trở thành những thức uống yêu thích của giới trẻ thì nghề pha chế cà phê càng ngày càng trở nên hấp dẫn. Cùng với việc nở rộ các quán cà phê take-away ở nhiều tỉnh, thành phố khác thì nhu cầu được học nghề pha cà phê của các bạn sinh viên và nhu cầu tuyển nhân viên pha chế cà phê của các chủ quán đều tăng cao.